# Latrodectus mirabilis
La viuda negra (Latrodectus mirabilis), también denominada comúnmente araña del lino o rastrojera, es una especie de araña araneomorfa terídida del género Latrodectus. Habita en el sur de Sudamérica.

## Taxonomía
Descripción original
Esta especie fue descrita originalmente en el año 1876 por el médico, naturalista y escritor argentino Eduardo Ladislao Holmberg, con el nombre científico de Theridium mirabile.
Relaciones filogenéticas
En el año 1959, H. Levi la sinonimizó con Latrodectus curacaviensis. En el año 1980, fue rehabilitada como buena especie por el maestro, entomólogo, aracnólogo, herpetólogo y escritor argentino Jorge Washington Ábalos.
En el año 2009 Milenko Aguilera, Guillermo D’Elía y María Casanueva sugirieron que este taxón podría incluirse en Latrodectus thoracicus.
Ábalos y Báez incluyeron esta especie en el grupo “mactans” por presentar 3 espiras en la hembra, en los ductos de conexión de la espermateca así como en el émbolo del palpo copulador del macho.

## Características
Como en otros integrantes del género Latrodectus, en L. mirabilis los ojos se posicionan en dos filas, cada una cuenta con 4; los tarsos concluyen en 3 uñas; en la cara ventral del tarso IV, gruesas cerdas integran una estructura con forma de peine y en la hembra su abdomen es globoso.

## Distribución y hábitat
Esta especie se distribuye en el centro de Uruguay, el sur de Brasil y la Argentina, con geonemia desde el norte de la provincia de Córdoba hasta Santa Cruz, en el sur de la Patagonia argentina.
L. mirabilis es una araña que prefiere vivir al aire libre en zonas no húmedas, tanto naturales como en paisajes rurales, incluso en galpones, depósitos y viviendas rurales, pero muy raramente en viviendas de ciudades, a las que llega solo cuando es transportada accidentalmente. Abunda, generalmente en el suelo o próximo a él, bajo piedras, fardos, bolsas de cereales, entre matas de hierba, dentro de viejas osamentas, bajo cortezas de eucaliptos, en rastrojos de cultivos, en plantaciones de papa, ajo, lino, etc.

## Peligrosidad
Esta araña no es agresiva, solo puede morder si se la intenta capturar o accidentalmente se la comprime sobre la piel. Es peligrosa para los seres humanos ya que cuenta con glándulas venenosas que producen latrotoxinas (una neurotoxina) las que son inoculadas en caso de una mordedura, especialmente si se trata de una hembra, ya que esta posee quelíceros de mayor tamaño, los que son más adecuados para penetrar en la piel humana.